# Bifertenhütte
Die Bifertenhütte ist eine Berghütte des Akademischen Alpenclubs Basel (AACB) im  Kanton Graubünden der Schweiz.
Sie liegt nördlich von Breil/Brigels am Fusse des 2745 m ü. M. hohen Kistenstöcklis auf 2482 m ü. M. in den Bündner/Glarner Alpen. Eigentlicher Namensgeber der Hütte ist der Bifertenstock. Die Hütte bietet 24 Schlafplätze und ist im Sommer bewartet. Besonders beliebt ist die Bifertenhütte als Ausgangspunkt für Bergwanderungen, Bergsteigen, Gletschertouren usw.
Nach einem Umbau zur Modernisierung wurde die Hütte 2018 wiedereröffnet.

## Zugänge
- Breil/Brigels über Alp Quader (Sessellift) in ca. 2,5 h
- Linthal über Tierfehd (mit der Seilbahn zum Kalktrittli) zur Muttseehütte und über den Kistenpass (2740 m ü. M.) zur Bifertenhütte in ca. 4,5 h
- von der Fridolinshütte in ca. 5 h (nur für Bergsteiger)
- von der Puntegliashütte – Hochebene Val Frisal – in ca. 5,5 h (nur für Bergsteiger)
- vom Panixerpass (nur teilweise markiert) in ca. 4 h

## Bilder

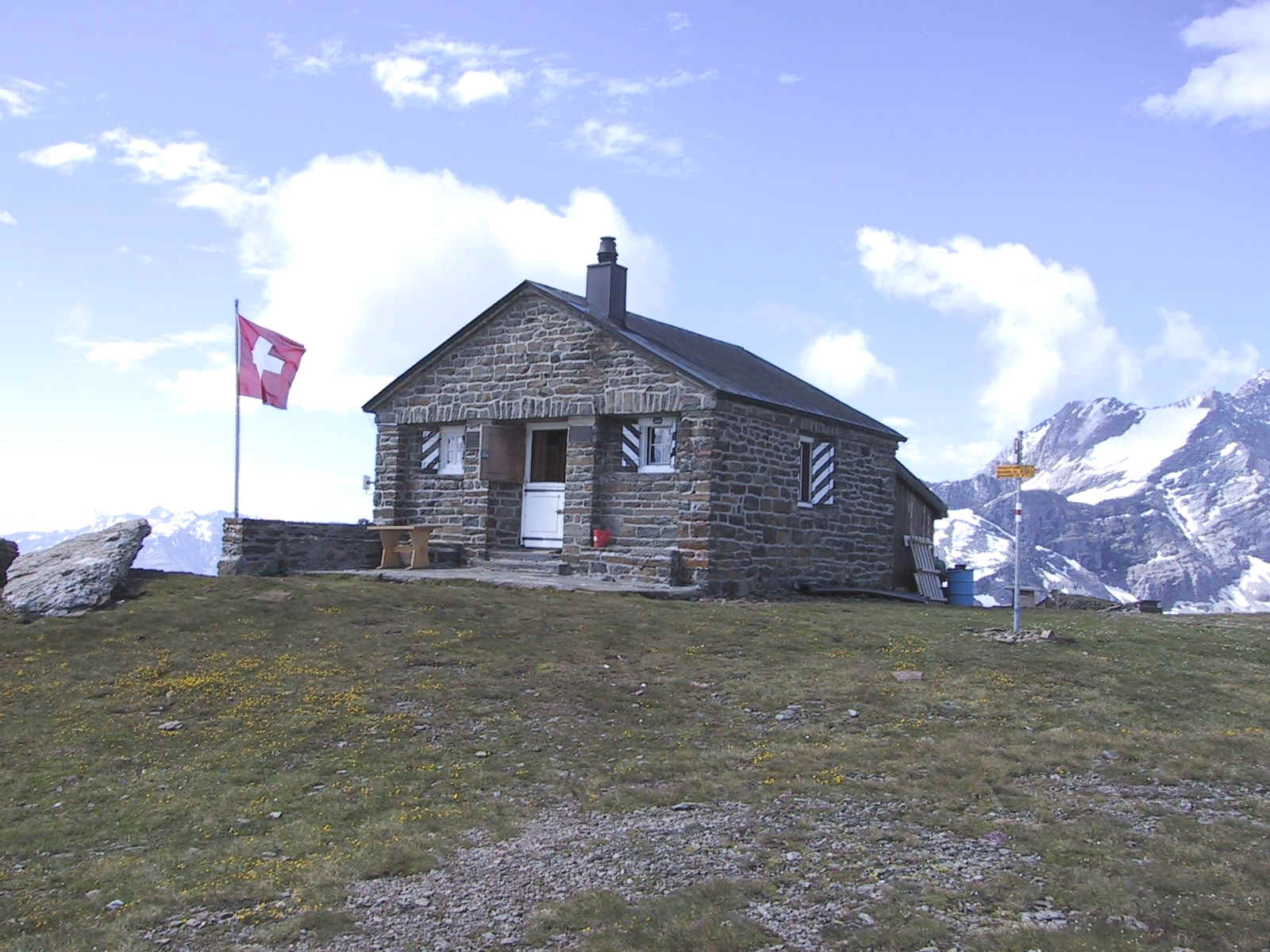
Bifertenhütte vor dem Umbau
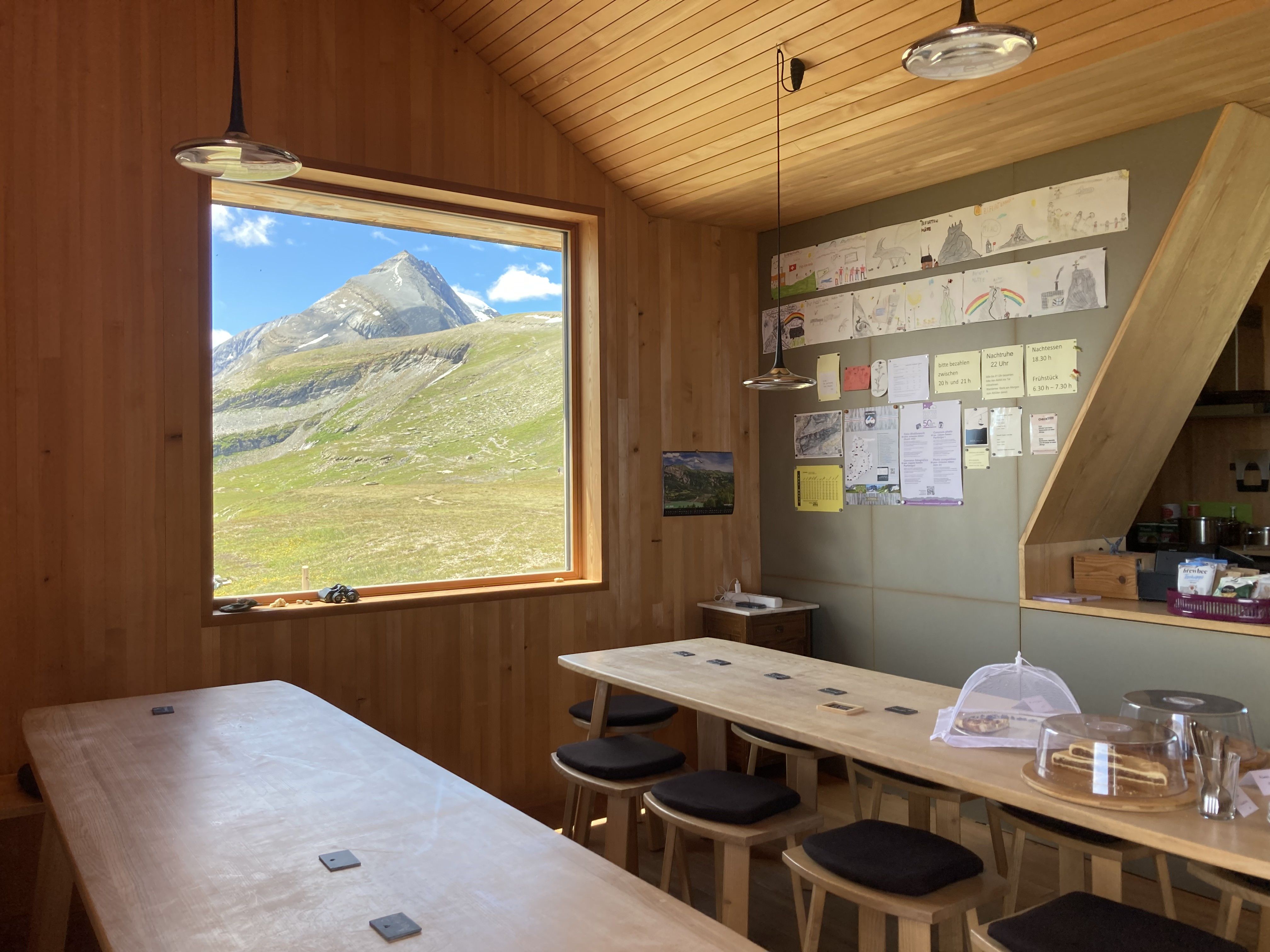
Gastraum mit Blick zum Bifertenstock
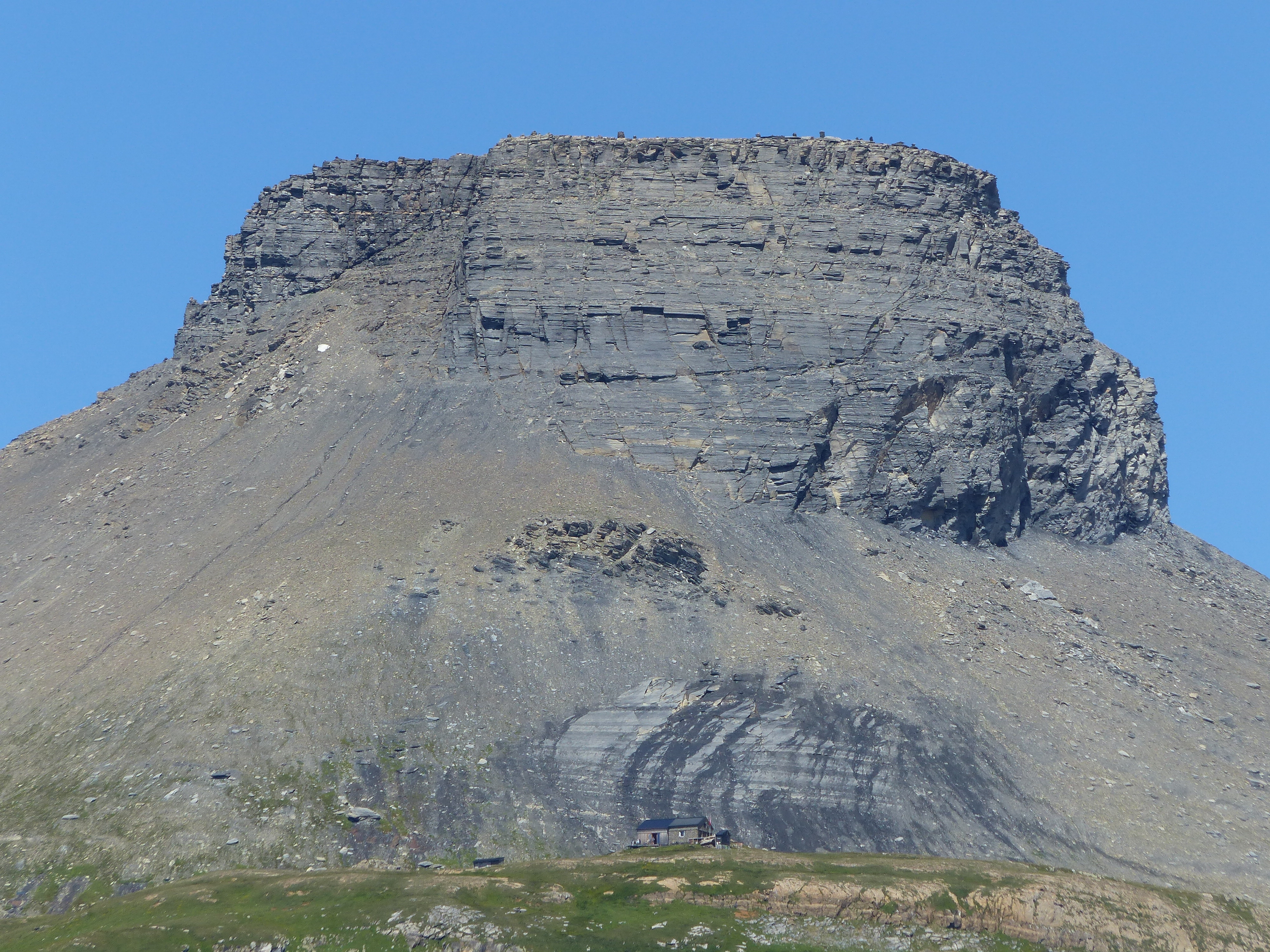
Bifertehnütte vor dem Kistenstöckli

## Benachbarte Hütten
- Muttseehütte 2501 m ü. M.
- Kistenpasshütte 2714 m ü. M.
- Grünhornhütte 2448 m ü. M. (Notlager, im Winter nicht zugänglich)